# Josep Civit i Giraut
Josep Civit i Giraut (Barcelona, 1927 - 2012) fou un joier, pintor i pessebrista català.

## Biografia
Neix a Horta el 1927. D'infant s'inicià en el món artístic al taulell de la fleca del seu pare de carrer de Sant Tomàs fent figuretes de massa de pa. Va aprendre l'ofici de joier al taller d'Emili Estradé, durant 6 anys. El 1948 munta el seu primer taller a l'edifici de la Caixa, al carrer Major d'Horta, on hi fa la primera exposició de joies. Amplia la seva formació amb Charles Collet. Va ser cofundador i president del Cercle Artístic d'Horta, on el1964 hi exposà el seu treball. També hi col·laborà en les activitats de pessebrisme. Membre de l'Associació de Pessebristes de Barcelona, participà en el Congrés Internacional de Pessebres a Barcelona, el 1957, l'any següent en l'exposició a Milà, i guanyà trofeus i guardons a diferents ciutats europees.
Com a joier creà d'una banda peces d'investigació, amb peces úniques experimentant amb materials i tècniques plàstiques, i també realitzà peces de producció seriada, més comercial, però amb acabat manual per mantenir l'aspecte artesà de l'ofici. La plata va ser la seva predilecció. La primera meitat dels anys cinquanta treballava la plata amb cisell, creant formes arrodonides, suaus i intimistes i acaronadores de les diferents pedres. A partir de la segona meitat dels anys cinquanta i afegeix l'or i hi sovintegen les àgates. Creà objectes d'orfebreria de coure sol o combinat amb plata, assolint un generós ventall de cromatismes i textures, amb formes verticals, rectilínies i austeres, formes que traslladarà als anys seixanta a les joies. Als anys setanta experimentarà amb el bufador, obtenint una major diversitat de textures, volums i matisos. En aquesta època realitza unes joies que homenatgen la recent arribada de l'home a la lluna. A finals dels anys setanta i principis dels vuitanta experimentarà amb els acabats de les superfícies planes i llises, on alternarà l'ús de l'or polit i matisat, en contrast de color amb la plata polida i oxidada. D'aquí en sortirà una col·lecció de joies inspirades en els còdols. Participà en exposicions individuals i col·lectives. La seva obra començà a expandir-se pel mercat d'Europa i les Estats Units d'Amèrica.
S'inicià en la pintura a partir de la dedicació als pessebres. Participà en biennals per Catalunya i la resta de l'estat: Madrid, Valladolid,...
Participà en curses de motos i cotxes entre el 1950 i el 1970, arribant a estar entre els 25 millors pilots espanyols.

## Publicacions
- Canut, M. Àngels; Civit, Josep; Samaranch, Mª Luisa. Josep Civit i Giraut, Joies.  Barcelona: SD-Edicions, 2005. ISBN 9788460951377.